# Midtown Madness (franchise)
Pour les articles homonymes, voir Midtown Madness (homonymie).
La série des Midtown Madness est une série de jeux vidéo de course automobile débutée en 1999. La série, qui comprend trois épisodes, se distinguant par des courses urbaines dans des environnements totalement libres, sans circuit prédéfini.

## Jeux vidéo

### Midtown Madness
Midtown Madness (également connu sous le nom de Midtown Madness Chicago Edition) est le premier opus de la série du même nom. Celui-ci fut développé par Angel Studios et publié par Microsoft le 27 mai 1999 en Amérique du Nord et en Europe. Celui-ci se basant dans la ville de Chicago.

#### Version de démonstration
Une version de démonstration était déjà disponible pour le 1er mai 1999. Celle-ci comportait trois véhicules (une Mustang, une Panoz Roadster et un bus) ainsi que tous les modes de course à l’exception du mode circuit. Angel Studios a signalé qu’ils envisageaient d’ajouter un concepteur de course afin que les joueurs puissent concevoir leur propre course, cependant, cette fonctionnalité ne sera jamais ajoutée.

#### Réception
Le jeu a reçu des critiques favorables selon le site web d'agrégation de critiques GameRankings. La revue IGN a noté que le jeu «  ne repose pas beaucoup sur l'authenticité de la conduite; ce jeu est une question de plaisir ». La revue a également loué la simplicité avec laquelle les joueurs peuvent «  choisir une voiture du monde réel et y aller ».

### Midtown Madness 2
Le second opus, sorti en 2000 sur PC, il apporte peu de nouveautés mais comporte deux nouvelles villes, Londres et San Francisco et 20 véhicules aux peintures personnalisables.

#### Réception
Selon Samuel Bass du magazine Next Generation, lui donnant quatre étoiles sur cinq, et a déclaré que « les courses de style arcade à leur meilleur, Midtown Madness 2 mérite une place dans la collection de tout vrai accro à l'adrénaline».
Midtown Madness 2 a reçu un accueil positif et à un score global de 79.03% sur GameRankings et sur Metacritic un score global de 78/100.

### Midtown Madness 3
Midtown Madness 3 est le dernier opus de la série du même nom. Celui-ci fut développé par Digital Illusions CE et publié par Microsoft sur Xbox le 17 juin 2003 en Amérique du Nord et le 27 juin 2003 en Europe.  Basé dans les villes de Paris et de Washington, D.C..

#### Réception
Le jeu a reçu un accueil positif, bien qu'un peu moins que les deux premiers opus, 80,24% par GameRankings et 76/100 par Metacritic.